# Kerncentrale Zaporizja
De kerncentrale Zaporizja (Oekraïens: Запорізька атомна електростанція, Russisch: Запорожская атомная электростанция) ligt bij de stad Enerhodar op ongeveer vijftig kilometer van Zaporizja direct aan de rivier de Dnjepr en is Europa's grootste kerncentrale. Vanwege de Russische invasie van Oekraïne sinds 2022 is de kerncentrale in 2023 om veiligheidsredenen stilgelegd.

## Beschrijving
De centrale heeft zes actieve drukwaterreactoren (PWR) van het type VVER-1000 V320, elk met een capaciteit van 950 megawatt (MW).
| Reactorblok | Begin bouw | Inbedrijfname | Stillegging |
| ----------- | ---------- | ------------- | ----------- |
| Zaporizja-1 | 1980       | 1985          | 2023        |
| Zaporizja-2 | 1981       | 1986          | 2023        |
| Zaporizja-3 | 1982       | 1987          | 2023        |
| Zaporizja-4 | 1983       | 1988          | 2023        |
| Zaporizja-5 | 1985       | 1989          | 2023        |
| Zaporizja-6 | 1986       | 1996          | 2023        |

Zaporizja is een van de vier kerncentrales in het land. De jaarproductie lag op zo'n 42 miljard kilowattuur, hetgeen gelijk is aan 40% van de totale productie van alle Oekraïense kerncentrales en 20% van de nationale elektriciteitsproductie. Sinds de start in 1984 heeft de centrale tot en met december 2021 meer dan 1230 miljard kilowattuur aan elektriciteit opgewekt. In 2021 kwam nog een vierde hoogspanningskabel van 750 kilovolt gereed waarmee het gebrek aan afvoercapaciteit ten einde kwam en de centrale nog meer stroom kon leveren.

## Geschiedenis
Het besluit om hier een kerncentrale te bouwen viel in 1977. In 1979 begonnen de werkzaamheden aan de oever van de Dnjepr. Tussen 1984-1987 werden de eerste vier reactoren in gebruik genomen en in augustus 1989 werd reactor nummer vijf aangesloten op het net. De opstart van de zesde reactor was gepland in 1990. Het was bijna gereed toen een moratorium op de bouw en inbedrijfstelling van nieuwe reactoren in Oekraïne werd ingesteld. Pas in 1993 werd de bouw herstart en in 1996 kwam de zesde eenheid in gebruik. De kerncentrale van Zaporizja werd hiermee de grootste kerncentrale van Europa en de derde ter wereld.

### Inname kerncentrale door Rusland (2022)
In de nacht van 3 op 4 maart 2022 werd de kerncentrale aangevallen door het Russische leger bij de Russische invasie van Oekraïne, waarna het complex in de loop van 4 maart door Rusland werd veroverd. Dit was de eerste aanval door een leger op een kerncentrale ooit. De opmars van de Russische troepen werd nog gehinderd door duizenden inwoners van Enerhodar, die naar een controlepost bij de stad waren gekomen om Russische voertuigen die richting de kerncentrale reden tegen te houden.
Op 25 augustus 2022 werden twee van de zes reactoren een paar uur lang van het elektriciteitsnet afgekoppeld. Volgens het Oekraïense staatsbedrijf Energoatom was een brand in een nabijgelegen kolencentrale de reden. Het Internationaal Atoomenergieagentschap meldde dat de stroomvoorziening vanuit de centrale die dag zeker twee keer was uitgevallen. Inmiddels vonden er opnieuw geregeld beschietingen bij de kerncentrale plaats. Op 27 augustus berichtte Energoatom dat de kerncentrale schade had opgelopen. Ook de dagen erna gingen de beschietingen bij de kerncentrale door. Rusland en Oekraïne gaven elkaar de schuld.
Op 1 september 2022 meldde Energoatom dat een team van IAEA dat die ochtend vanuit de stad Zaporizja was vertrokken, enkele tientallen kilometers bij de kerncentrale verderop was aangekomen. In het gebied vonden op dat moment beschietingen plaats, Twee dagen later meldden de IAEA-medewerkers dat alle hoofdaansluitingen van de de kerncentrale van het landelijke elektriciteitsnetwerk waren afgesloten en dat de kerncentrale nu via een noodkabel stroom leverde. Russische autoriteiten hadden het over technische problemen.
Op 11 september 2022 werd de kerncentrale vanwege veiligheidsredenen volledig stilgelegd. De Oekraïense netbeheerder zei dat ook de zesde en laatste reactor was stilgelegd en dat de centrale was losgekoppeld van het elektriciteitsnet. Op 9 maart 2023 meldde de netbeheerder van Oekraïne dat de centrale weer was aangesloten op het elektriciteitsnet.
Op 28 maart 2023 waarschuwde Rafael Grossi, de Argentijnse directeur van het IAEA, opnieuw voor een aanstaande nucleaire ramp. Dit zei hij in een ontmoeting met president Zelensky nabij de kerncentrale en de frontlijn. 
Op 15 juni 2023 bezocht Grossi het opnieuw het complex om zelf te zien hoe de kerncentrale omging met de gevolgen van de vernietiging van de Kachovkadam op 6 juni 2023. De centrale haalde tot dan toe koelwater uit het stuwmeer achter die dam, maar is sindsdien aangewezen op een noodreservoir omdat het stuwmeer volledig is leeggelopen. Met het water dat in het reservoir aanwezig was zou volgens Grossi de centrale enige tijd veilig kunnen opereren. Op 30 augustus stelde de NEA dat de centrale gebruik ging maken van grondwater om de centrale te voorzien van de nodige koelwatercapaciteit. Hiervoor werden grondwaterputten geslagen rondom de centrale.
Op 13 augustus 2023 werd een volledige stillegging van de centrale gerealiseerd. Unit 6 werd in een hot shutdown gebracht om stoom te kunnen blijven genereren vanwege veiligheidsdoeleinden voor de gehele centrale. Unit 6 verving hiermee de hot shutdown van unit 4, die ook in een cold shutdown is gebracht. De overige units waren al eerder in 2023 stilgelegd.  
Op 6 september 2023 vroeg de IAEA nogmaals om een veiligheidszone in te richten om een kernramp te voorkomen. De IAEA stelde dat de situatie rond de kerncentrale onhoudbaar was geworden en dat er dringend maatregelen genomen moesten worden om beschietingen bij de kerncentrale te stoppen.
Op 11 augustus 2024 rapporteerde het IAEA-team dat er een explosie had plaatsgevonden in de centrale en dat een drone een van de koeltorens zou hebben geraakt.